# Финнис, Джон
Джон Митчелл Финнис (28 июля 1940) — австралийский ученый-правовед и философ, специализирующийся на философии. Работает профессором права в Университетском колледже в Оксфорде и в университете Нотр-Дам, где преподает юриспруденцию, политическую теорию и конституционное право. Был принят в Английской Судебной Коллегии как член «Грейз Инн» (Греевская школа).

## Ранние годы
Финнис получил образование в колледже Святого Петра и Университете Аделаиды, где он был членом колледжа Святого Марка. Там он получил степень бакалавра права и выиграл стипендию Родса на обучение в Университетском колледже, в 1962 году, где он получил степень доктора философии за диссертацию о концепции судебной власти, с ссылкой на федеральный конституционный закон Австралии.
Финнис был другом Аун Сан Су Чжи, также выпускницы Оксфорда; и в 1989 году, Финнис номинировал ее на Нобелевскую премию мира. Аун Сан Су Чжи выиграла премию, но не получила ее до июня 2012 года, когда она вспомнила, как ее покойный муж, Майкл Арис, посетил ее под домашним арестом и принес ей весть «что друг, Джон Финнис» номинировал ее на эту премию.

## Карьера
Финнис — правовой философ и автор книги «Естественное право и естественные права» (1980), революционный вклад в философия права и изложение правовых норм доктрины природного права. Финнис защищает следующие основные человеческие блага: жизнь, знание, игра, эстетический опыт, коммуникабельность (дружбу), практическую рассудительность и религию, последняя определяется как "все те убеждения, которые можно назвать вопросами предельного интереса; вопросами о смысле человеческого существования". Преподаватель философии Стивен Бакл считает список предложенных основных благ Финниса правдоподобным, но отмечает, что «точка зрения Финниса становится более спорной, когда он указывает основные требования к практической рассудительности». Он считает требования Финниса о том, что практический разум требует «уважения к каждой основной потребности в каждом действии» назначенными исключить последовательность в этике и поддержать моральную точку зрения католической церкви по ряду спорных вопросов, в том числе контрацепции и мастурбации, которые, по его мнению, подрывают ее правдоподобность.
Крейг Патерсон пишет, что работа Финниса об этике естественного закона стала источником разногласий как в неотомистских, так и аналитических кругах. Патерсон считает работу Финниса интересной, потому что он бросает вызов ключевым предположением как неотомистов так и аналитической философии: идея, этика естественного закона должна быть основана на попытке вывести нормативные (или «обязательные») высказывания описательного (или «существующего») высказывания.
Политический обозреватель Эндрю Салливан пишет, что Финнис сформулировал «понятную и тонкую оценку гомосексуализма», основанную на новейшем естественном праве-менее биологической версии теории естественного права. По его мнению, Финнис утверждает, что государство должно сдерживать общественное одобрение гомосексуализма, при этом отказаться от преследования людей на основе их сексуальной ориентации, эта позиция основывается не на утверждении, что гомосексуальный секс-это неестественно, но на том что он не может создавать единство деторождения и эмоциональной привязанности, которую создает гетеро сексуальный секс, и таким образом это является угрозой/оскорбительно для гетеро сексуального союза. Салливан считает, что такая консервативная позиция сама по себе уязвима перед критикой, поскольку для стабильности существующих семей лучше принять тех гомосексуалистов, которые являются их частью. Другие ученые, такие как Стивен Маседо и Майкл Перри, также критиковали взгляды Финниса.
В мае 2011, Oxford University Press опубликовало пятитомное собрание сочинений Джона Финниса и второе издание книги «Естественное право и естественные права». Ее релиз был отмечен конференцией в Юридической Школе Нотр-Дам 9 сентября 2011. Среди выступающих были выдающиеся люди: Джозеф Бойл, Тимоти Дин Эндикотт, Роберт П. Джордж, Нил Горсач, Жермен Грисе, Джон Кёун, Патрик Ли и Питер Райан.

## Работы

### Книги
- Natural Law and Natural Rights (Oxford University Press 1980; 9th impression. 1997). («Естественное право и естественные права» (Oxford University Press, 1980)
- Fundamentals of Ethics (Georgetown University Press and Oxford University Press 1983).(«Основы этики» (Georgetown University Press и Oxford University Press 1983)
- Nuclear Deterrence, Мораль, and Realism, with J. M. Boyle Jr. and Germain Grisez (Oxford University Press 1987).(«Сдерживание ядерной угрозы, мораль и реализм» вместе с Дж. М. Бойлом мол. и Гермейн Грисез (Oxford University Press 1987)
- Natural Law, 2 vols (as editor) (New York University Press 1991).(«Естественное право» 2 тома (как редактор) (New York University Press, 1991)
- Moral Absolutes: Tradition, Revision and Truth (Catholic University of America Press 1991).(«Абсолютные ценности морали: традиция, переосмысление и правда» (Catholic University of America Press 1991)
- Aquinas: Moral, Political and Legal Theory (Oxford University Press 1998).(«Фома Аквинский: моральная, политическая и правовая теория» (Oxford University Press, 1998)
- The Collected Essays of John Finnis, five volumes. (Oxford University Press 2011).(«Сборник эссе Джона Финниса» в пяти томах. (Oxford University Press 2011)

### Статьи
- Aquinas' Moral, Political and Legal Philosophy(Фома Аквинский: моральная, политическая и правовая философия)
- The Profound Injustice of Justice Posner on Marriage(Глубокая несправедливость судьи Познера о браке)
- Natural Law: The Classical Tradition PDF (Естественное право: классическая традиция)
- The Priority of Persons PDF(Преимущественное право)
- Economy or Explication? Telling the Truth About God and Man in a Pluralist Society PDF(Экономика или легенда? Правда о Боге и человеке в плюралистическом обществе)
- The Good of Marriage and the Мораль of Sexual Relations PDF (Пользу брака и нравственности сексуальных отношений)
- Law, Мораль and «Sexual Orientation» PDF (Закон, мораль и «сексуальная ориентация»)

### Видеолекции
- Secularism (Секуляризм)
- God and Man (Бог и человек)
- Practical Reason (Практический ум)